# Kambara Ariake
Kambara Ariake (蒲原 有明?  15 de marzo de 1876 – 3 de febrero de 1952) fue el seudónimo de un poeta japonés y novelista activo durante las eras Taishō y Shōwa de Japón.

## Primeros años
Ariake nació en Tokio. Su padre, un ex-samurái de la provincia de Higo, fue socio cercano de Etō Shimpei y activo en la Restauración Meiji. Su nombre real fue Kambara Hayao. Ariake enfermaba frecuentemente durante la niñez por lo que sus padres esperaron un año entero para registrar oficialmente su nombre en el gobierno local. Se trasladó a Tokio junto a Ōki Takatō y su amante, dejando a su mujer en Higō.

## Carrera literaria
Mientras se encontraba en la escuela secundaria, Ariake desarrolló un interés por los trabajos de Byron y Heine, y empezó a escribir poesía con un estilo similar a ellos. En 1894, comenzó una revista literaria llamada Ochibo Zōshi ("Gleaners'Notes") junto a Hayashida Shuncho y Yamagishi Kayo, en la cual publicó por fascículos su primera novela, Autumn Mountain Village (秋の山ざと ”Aki no Yamazato”?). Evitó el reclutamiento militar durante la Primera guerra sino-japonesa cuando falló el examen físico.
En 1898, Ariake ganó el primer premio en un concurso del periódico Yomiuri Shimbun con su segunda novela Great Mercy (大慈悲 Daijihi?), la cual fue gratamente alabada por uno de los jueces, Ozaki Kōyō. Aun así, Ariake abandonó la prosa y decidió concentrarse solamente en la poesía en el resto de su carrera literaria. 
Su primera antología, Young Leaves (草わかば, '”Kusawakaba”'), fue publicada en 1902, y tomó prestada temas de las antiguas crónicas japonesas Kojiki y Fudoki. Sin embargo, el estilo de sus trabajos mostró influencias de poetas occidentales, como John Keats y Dante Gabriel Rossetti. Continuó con una segunda antología de poesía lírica llamada Dokugen Aika en 1903. En esta antología, también incluyó traducciones japonesas de trabajos de Keats, en los que intentó seguir el patrón rítmico del soneto original, pero recurriendo a muchas palabras arcaicas y difíciles.
 
Ariake trabajó como director de un salón popular entre los escritores llamado Ryudōkai, el cual fue fundado en noviembre de 1904, por el crítico de arte Iwamura Toru en un restaurante francés llamado Ryudōken situado en Azabu, Tokio. Ariake e Iwamura eran amigos, y Ariake conoció a numerosas personas relacionadas con la literatura contemporánea, incluyendo a Kunikida Doppo, Katai Tayama, Shimazaki Tōhijo, Masamune Hakuchō, gracias a su trabajo como director de Ryudōken.
En su cuarta antología, Ariake's Collection (有明詩集, Ariaki Shu), en 1922,  introdujo el soneto de 14 líneas, el cual era raramente utilizado con anterioridad en la poesía moderna japonesa convencional.

Su publicación le consiguió una buena reputación como figura principal en la poesía simbolista japonesa. Aun así, esto llegó a la vez que el mundo literario gravitaba rápidamente hacia el verso libre, y ya que Ariake rechazó adaptarse a las nuevas tendencias, gradualmente fue apartándose de la tertulias literarias.
En 1947 publicó su novela autobiográfica, Dreams Call On (夢は呼び交わす ”Yume wa yobi kawasu”?), la cual fue el último trabajo poético de su carrera, a pesar de que él siguió trabajando tanto en traducciones de poetas europeos como en crítica literaria.
En 1948, Ariake fue admitido en la Academia de Arte del Japón.
Ariake se trasladó de Tokio a Kamakura, en la prefectura de Kanagawa en 1919, pero fue obligado a reubicarse en Shizuoka, en la prefectura de Shizuoka después de que su casa se derrumbara durante el Gran terremoto de Kantō de 1923. Volvió a Kamakura en 1945, después de que su casa fuera quemada durante el bombardeo de Shizuoka durante la Guerra del Pacífico. Vivió en Kamakura hasta su muerte en 1952 debido a una neumonía aguda a la edad de 76 años.
Durante 1945-1946, el ganador del premio Nobel Kawabata Yasunari fue huésped en la casa de Ariake Kamakura.
La tumba de Ariake se encuentra en el templo de Kenso-ji en Moto-Azabu, Tokio.